# 梦断好莱坞
《梦断好莱坞》是2019年喜剧剧情片，由詹姆斯·法兰科执导，编剧史蒂夫·埃里克森改编自同名小说。影片由法兰科、美瑾·霍絲、塞斯·羅根、喬伊·金、丹尼·麥布萊、克雷格·羅賓森和賈姬·威佛主演。
影片早在2011年3月便公开，但到了2014年10月才拍摄。影片原计划由炼金术影业于2015年或2016年拍摄，但由于该公司申请破产，发行计划搁置，最终电影由myCinema于2019年9月20日小规模发行。影片的口碑比较差。

## 剧情
24岁建筑系学生艾克·杰罗姆（Ike Jerome）受看过的几部电影启发，乘坐巴士前往好莱坞。艾克的光头上纹着的《郎心如铁》中蒙哥馬利·克利夫特和伊丽莎白·泰勒形象的刺客，引来周围人的瞩目。不久后，艾克凭设计师身份入行，最终成为电影剪辑师，化名维卡。这场以电影世界梦幻之旅开场的经历，最终以悲剧收场。

## 演员
- 詹姆斯·法蘭科 饰 维卡（Vikar）
- 美瑾·霍絲 饰 索莱达·帕拉丁（英语：Soledad Miranda）
- 塞斯·羅根 饰 约翰·米利厄斯
- 喬伊·金 饰 扎济（Zazi）
- 賈姬·威佛 饰 多蒂（Dotty）
- 戴夫·弗蘭科 饰 蒙蒂
- 克雷格·羅賓森 饰 窃贼

## 制作
2011年3月，詹姆斯·法兰科优先购买了史蒂夫·埃里克森小说的电影改编权。2014年10月24日，剧组成员名单公布，包括塞斯·羅根、賈姬·威佛、美瑾·霍絲、威爾·法洛、杰米·科斯塔、丹尼·麥布萊、戴夫·弗蘭科、克雷格·羅賓森、喬伊·金和霍拉提奥·桑斯。

### 拍摄
主体拍摄于2014年10月24日在洛杉矶进行，11月移师到帕萨迪纳。

### 历史画面
影片使用了电影《郎心如铁》、《圣女贞德的受难》、《谁干的》、《日落大道》、《侠骨柔情》、《橡皮头》、《圣山》和《逍遥骑士》的历史素材。

## 发现
2015年9月12日，炼金术影业宣布收购影片的美国发行权。然而，由于公司申请破产，影片发行计划搁置。2019年4月，myCinema购得影片发行权，于2019年9月20日发行电影。影片被视为票房炸弹。

## 发行
汇总媒体烂番茄评论31条，腐烂度23%，平均分4.1/10。网站共识写道：“《梦断好莱坞》或许是邪典片迷最爱的讽刺作品，但却是一部从根本意义上有误导性的电影，而片名也说明它是导演和明星们心血来潮而做的项目。”Metacritic13条评论，平均分28/100，表示“普遍差评”。

### 奖项
| 大奖     | 颁奖日期      | 奖项       | 提名或获奖作品 | 结果 |
| -------- | ------------- | ---------- | -------------- | ---- |
| 金酸莓獎 | 2020年3月16日 | 最差导演   | 詹姆斯·法蘭科  | 提名 |
| 金酸莓獎 | 2020年3月16日 | 最佳男主角 | 詹姆斯·法蘭科  | 提名 |
| 金酸莓獎 | 2020年3月16日 | 最差男配角 | 塞斯·羅根      | 提名 |